# Gyldent håndtryk
Et gyldent håndtryk er et stort pengebeløb, som udbetales til en chef, som fratræder i utide. I det gyldne håndtryk kan indgå et kontant beløb og den løn som vedkommende var berettiget til i en vis periode, som kan gå fra nogle måneder til flere år.

## Største gyldne håndtryk i Danmark
| Beløb      | År   | Person                     | Virksomhed    |
| ---------- | ---- | -------------------------- | ------------- |
| 72 mio.    | 2015 | Kåre Schultz               | Novo Nordisk  |
| 65,7 mio.  | 2017 | Lars Rebien Sørensen       | Novo Nordisk  |
| 55 mio.    | 2005 | Laurids Jessen             | VT Holding    |
| 46 mio.    | 2006 | Henning Dyremose           | TDC           |
| 41 mio.    | 2010 | Lise Drakemann             | Genmab        |
| 32 mio.    | 2013 | Lise Kingo                 | Novo Nordisk  |
| 28,9 mio.  | 2008 | Klaus Kjærulff             | Torm          |
| 23 mio.    | 2013 | Eivind Kolding             | Danske Bank   |
| 23 mio.    | 2008 | Steen Scheibye             | Coloplast     |
| 18-23 mio. | 2013 | Ditlev Engel               | Vestas        |
| 18,4 mio.  | 2014 | Ulf Wiinberg               | Lundbeck      |
| 17,8 mio.  | 2015 | Kent Arentoft              | DLH           |
| 17 mio.    | 2008 | Jens Alder                 | TDC           |
| 10,3 mio.  | 2012 | Frank Kristensen           | Vestjysk Bank |
| 8,7 mio.   | 2012 | Anders Eldrup              | DONG Energy   |
| 8,3 mio.   | 2008 | Torben Ballegaard Sørensen | B&O           |

## Største gyldne håndtryk i verden
| År   | Person             | Land           | Firma                          | Beløb       |
| ---- | ------------------ | -------------- | ------------------------------ | ----------- |
| 1989 | F. Ross Johnson    | USA            | R. J. Reynolds Tobacco Company | 58 Mio. $   |
| 2002 | Jean-Marie Messier | Frankrig       | Vivendi Universal              | 20,5 Mio. € |
| 2003 | Philippe Jaffré    | Frankrig       | Elf                            | 19 Mio. €   |
| 2003 | Pierre Bilger      | Frankrig       | Alstom                         | 4,1 Mio. €  |
| 2005 | Carly Fiorina      | USA            | Hewlett-Packard                | 42 Mio. $   |
| 2005 | Daniel Bernard     | Frankrig       | Carrefour                      | 38 Mio. €   |
| 2006 | Noël Forgeard      | Frankrig       | EADS                           | 8,5 Mio. €  |
| 2007 | Serge Tchuruk      | Frankrig       | Alcatel                        | 5,7 Mio. €  |
| 2007 | Antoine Zacharias  | Frankrig       | Vinci                          | 13 Mio. €   |
| 2008 | Patricia Russo     | Frankrig       | Alcatel                        | 6 Mio. €    |
| 2009 | Thierry Morin      | Frankrig       | Valeo                          | 3,2 Mio. €  |
| 2010 | Sadeq Sayeed       | Storbritannien | Nomura Holdings                | 27 Mio. €   |
| 2011 | Léo Apotheker      | USA            | Hewlett-Packard                | 7,2 Mio. $  |
| 2011 | Jean Azéma         | Frankrig       | Groupama                       | 2,94 Mio. € |
| 2012 | Frank Esser        | Frankrig       | SFR                            | 3,9 Mio. €  |
| 2015 | Vincent Volpe      | USA            | Dresser-Rand                   | 20 Mio. €   |

## Reference
1. ↑  Chef forlader Novo Nordisk med gigantisk check i hånden. TV 2. Hentet 20/4-2017
2. ↑  De største danske gyldne håndtryk – Politik
3. ↑  Her er de største gyldne håndtryk. DR. Hentet 20/4-2017
4. ↑  Farvel... og forgyldt: Her er de 8 største gyldne håndtryk i nyere tid. TV 2. Hentet 20/4-2017
5. ↑  TOP 10: Her er de største 'gyldne håndtryk'. Ekstra Bladet Hentet 20/4-2017
6. ↑  Danmarks Største Gyldne Håndtryk Arkiveret 21. april 2017 hos  Wayback Machine. Verdenslisten.dk. Hentet 20/4-2017
7. ↑  Les plus gros parachutes dorés
8. 1 2 3  Ces gros salaires qui poussent à légiférer
9. ↑  Le salaire des patrons sous pression
10. ↑   HP sued over Fiorina's $42 million in exit pay
11. 1 2 3  Les parachutes en or sous le feu de la critique
12. ↑  "Patricia Russo et Serge Tchuruk quittent la direction d'Alcatel-Lucent". Arkiveret fra originalen 28. marts 2009. Hentet 20. april 2017.
13. ↑  L'ex-PDG de Valeo justifie ses indemnités de départ
14. ↑  "Parachute doré record dans la city pour le banquier Sadeq Sayeed". Arkiveret fra originalen 5. september 2012. Hentet 20. april 2017.
15. ↑   New Hewlett-Packard chief Meg Whitman gets $1 salary, Leo Apotheker gets $13m
16. ↑  Groupama a versé à son ex-DG un parachute de 3 millions d'euros
17. ↑  "L'ex- PDG de SFR a reçu un golden parachute de 3,9 millions d'euros". Arkiveret fra originalen 27. oktober 2014. Hentet 20. april 2017.
18. ↑  113 Millionen $ fürs Aufhören

| Økonomi | Spire Denne artikel om økonomi er en spire som bør udbygges. Du er velkommen til at hjælpe Wikipedia ved at udvide den. |